# すかんち
すかんち（SCANCH）は、ROLLYを中心とした日本のロックバンド。

## 経歴
1982年、大阪府高槻市においてROLLYを中心とした3人で結成される。
結成当初、リハーサルに行ったスタジオで受付の書類に書くバンド名を訊かれ、「適当に書いといて」と言ったところ「ちんかすトリオ」と書かれてしまったのがバンド名の由来。
インディーズでアルバムを2枚発表後、1988年12月18日、ソニー・ミュージック主催のSDオーディションに合格（同時合格者はカステラ、THE BOOM、森田浩司）。
1990年5月21日、シングル「恋のTKO」でCBS/SONY RECORDSよりメジャー・デビュー。
ROLLYの奇抜なキャラクターやド派手なメンバーのヴィジュアルから色物バンドと見られる節もあったが、レッド・ツェッペリン、クイーンを始めとする洋楽のパロディを盛り込みつつ、グラムや歌謡曲の要素をも散りばめたクオリティーの高い楽曲や演奏力の持ち主であった。楽曲「恋のマジックポーション」「恋のミラクルサマー」がフジテレビ系『ダウンタウンのごっつええ感じ』テーマ曲に使われ注目される。
バンドは1996年に解散したが、2006年に2日のみの再結成ライブツアーを行った。2007年には再結成後2度目のライブツアーが行われ、以後、節目節目で断続的に活動が継続されている。
メンバーでベース担当のShima-changは、2009年11月に自宅マンションの階段で転倒・落下し頭部を強打したことにより、脳挫傷および脳内出血の重傷を負った。一時は生死の境をさまよいながら命は取り留めつつも重度の障害が残り、その後は現在に至るまで車いすの生活をしながらリハビリを行っている。2010年12月からは、Shima-changへの見舞金集めを兼ねたライブツアーが行われた。
2012年10月から2013年2月まで結成30周年のツアーが行われ、最終日にはShima-changが車いす姿で登場、歌声を披露している。
小川文明が2014年4月末より体調を崩して入院し、6月25日未明に容態が急変し同日午後に53歳で死去。また2019年10月にはドクター田中が57歳で死去した。
2023年10月30日、小畑ポンプが諸事情により脱退したことが発表された。

## メンバー

### 正規メンバー
- ROLLY（ろーりー[5] 、1963年9月6日 - ）ギター&ボーカル&コーラス
- shima-chang（しまちゃん、6月26日 - ） ベース&ボーカル&コーラス

### サポートメンバー
- 佐藤研二（さとう けんじ） ベース

2010年からライブ、録音作品に参加。
- 村原康介（むらはら　こうすけ）　キーボード

2020年からライブに参加。
- テッド ベース

2020年からライブに参加。

### 元メンバー
- 小畑ポンプ（おばた ポンプ、1964年10月6日 - ） ドラム&コーラス
- ドクター田中（ドクター たなか、1962年 - 2019年10月[7]） キーボード&ボーカル&コーラス

1993年に脱退したが、2006年の再結成以降はバンドに参加していた。元modern grey（1996年3月まで在籍）
- 小川文明（おがわ ぶんめい、1960年7月14日 - 2014年6月25日[9]） キーボード&コーラス[10]

1994年に加入。

## ディスコグラフィ

### オリジナル・アルバム
|        | タイトル                 | 規格                                  | 販売生産番号            | リリース              |
| indies | オジタスの謎             | LP                                    | VXE-85074               | 1985/06               |
| indies | SCANCH'N ROLL SHOW       | LP 12cmCD                             | LM-1999 SAPC-0001       | 1988// 2007/01/13     |
| 1st    | 恋のウルトラ大作戦       | 12cmCD 12cmCD（Blu-spec CD2規格）     | CSCL-1472 DYCL-7045     | 1990/07/21 2013/10/30 |
| 2nd    | 恋のロマンティック大爆撃 | 12cmCD 12cmCD（Blu-spec CD2規格）     | SRCL-1792 DYCL-7046     | 1991/04/25 2013/10/30 |
| 3rd    | 恋の薔薇薔薇殺人事件     | 12cmCD 12cmCD（Blu-spec CD2規格）     | SRCL-2341 DYCL-7047     | 1992/09/21 2013/10/30 |
| 4th    | OPERA                    | 12cmCD 12cmCD（Blu-spec CD2規格）     | SRCL-2561 DQCL-1992     | 1993/02/01 2014/04/10 |
| 5th    | GOLD                     | 12cmCD 12cmCD（Blu-spec CD2規格）     | SRCL-2949 DQCL-1993     | 1994/08/01 2014/04/10 |
| 6th    | DOUBLE DOUBLE CHOCOLATE  | 12cmCD×2 12cmCD×2（Blu-spec CD2規格） | SRCL-3405/6 DQCL-1994/5 | 1995/11/22 2014/04/10 |
| 7th    | SCANCH'N ROLL SHOW II    | 12cmCD                                | SCANCH-2006             | 2006/03/10            |

### その他のアルバム
|            | タイトル                          | 規格                                    | 販売生産番号          | リリース              |
| BEST       | SWEETS -SCANCH BEST COLLECTION-   | 12cmCD+8cmCD（初回盤） 12cmCD（通常盤） | SRCL-2825/6 SRCL-2827 | 1994/01/21 1994/01/26 |
| BEST       | HISTORIC GRAMMAR                  | 12cmCD                                  | SRCL-3724             | 1996/12/12            |
| BEST       | STAR BOX EXTRA SCANCH             | 12cmCD                                  | MHCL-53               | 2001/12/05            |
| BEST       | 軌跡の詩 -CD&DVD THE BEST SCANCH- | 12cmCD+DVD                              | MHCL-591/2            | 2005/06/29            |
| SELF COVER | 30th                              | 12cmCD                                  | SAPC-0004             | 2012/12/15            |

### シングル
|      | タイトル                       | 規格  | 販売生産番号 | リリース   | 備考 |
| 1st  | 恋のT.K.O.                     | 8cmCD | CSDL-3095    | 1990/05/21 | |
| 2nd  | 恋の1,000,000$マン             | 8cmCD | CSDL-3183    | 1990/10/21 | |
| 3rd  | 恋のロマンティック・ブギ       | 8cmCD | CSDL-3243    | 1991/03/21 | |
| 4th  | 恋のマジックポーション         | 8cmCD | SRDL-3417    | 1991/12/12 | |
| 5th  | 恋のミラクルサマー             | 8cmCD | SRDL-3499    | 1992/06/21 | |
| 6th  | 恋するマリールー               | 8cmCD | SRDL-3575    | 1992/11/21 | |
| 7th  | YOU YOU YOU                    | 8cmCD | SRDL-3665    | 1993/06/21 | 『天才てれびくん』初代エンディングテーマ（1993年度 - 1994年度前期まで） c/w「タイムマシーンでいこう」は同番組の初代オープニングテーマ（1993年度 - 1995年度まで） |
| 8th  | 恋は最後のフェアリー・テール   | 8cmCD | SRDL-3812    | 1994/04/21 | |
| 9th  | うそつき天国                   | 8cmCD | SRDL-3887    | 1994/07/21 | |
| 10th | 12月はいつもレイン             | 8cmCD | SRDL-3950    | 1994/11/21 | |
| 11th | レターマン                     | 8cmCD | SRDL-4005    | 1995/05/21 | c/w「人の息子」 進研ゼミ「中学講座」CMソング |
| 12th | ペチカ                         | 8cmCD | SRDL-4093    | 1995/10/21 | |
| 13th | もしも毎日がクリスマスだったら | 8cmCD | SRDL-4124    | 1995/11/22 | |

### CD-BOX
| タイトル                          | 各DISC内容 | 規格                          | 販売生産番号 | リリース   |
| SCANCH'N BOX -Director's Edition- | DISC1『恋のウルトラ大作戦』 DISC2『恋のロマンティック大爆撃』 DISC3『恋の薔薇薔薇殺人事件』 DISC4『OPERA』 DISC5『GOLD』 DISC6/7『DOUBLE DOUBLE CHOCOLATE』 DISC8『SPECIAL CD 〜Return from the Singles〜』 (アルバム未収録のシングル9曲/『HISTORIC GRAMMAR』より6曲) DISC9『SPECIAL CD 〜SCANCH'N ROLL SHOW I&II〜』 (『SCANCH'N ROLL SHOW』『SCANCH'N ROLL SHOW II』) DISC10『SPECIAL CD 〜Never before heard〜』 (『SWEETS -SCANCH BEST COLLECTION-』初回盤より3曲/レア音源10曲) | 12cmCD×10 （Blu-spec CD規格） | DQCL-336/45  | 2011/04/10 |

SonyMusicShop「オーダーメイドファクトリー」完全予約受注生産商品。
メンバー直筆サイン入り(Shima-changのみ印刷)ポストカード7枚組が付属。
1988年から本作発売当時までの全公式音源と、レア音源（コンピレーション参加音源/未発表デモ音源/LIVE音源/ファンクラブ用カセットの一部）を収録。

### DVD
|         | タイトル                                                                                                   | 規格 | 販売生産番号 | リリース   |
| LIVE/PV | Live OPERA and/すかんちぃず CLIPS                                                                          | DVD  | MHBL-1041    | 2005/11/23 |
| LIVE    | Live GOLD and                                                                                              | DVD  | MHBL-1050    | 2006/03/01 |
| LIVE    | Return! すかんち'06 returns! 平成18年のSCANCH'N ROLL SHOW?                                                 | DVD  | SAPD-0001    | 2006/10/25 |
| LIVE    | 結成30周年TOUR Final! アメイジング すかんち 2013 at 渋谷公会堂 すかんちサーカス奇蹟の日〜Shima-chang降臨〜 | DVD  | SAPD-0002    | 2013/06/02 |

### 書籍
- 恋の謎謎変人図鑑（新書版1991年9月/文庫版1994年7月）

## タイアップ一覧
| 使用年 | 曲名                         | タイアップ                                                             |
| ------ | ---------------------------- | ---------------------------------------------------------------------- |
| 1991年 | 恋のマジックポーション       | フジテレビ系『ダウンタウンのごっつええ感じ』テーマソング               |
| 1992年 | 恋のミラクルサマー           | フジテレビ系『ダウンタウンのごっつええ感じ』テーマソング               |
| 1993年 | タイムマシーンでいこう       | NHK教育『天才てれびくん』オープニングテーマ（1993年度 - 1995年度）     |
| 1993年 | YOU YOU YOU                  | NHK教育『天才てれびくん』エンディングテーマ（1993年度 - 1994年度前期） |
| 1993年 | 恋はＢ・Ｏ・Ｍ・Ｂ・Ｅ・Ｒ   | OVA『KO世紀ビースト三獣士Ⅱ』オープニングテーマ                         |
| 1993年 | 涙の選択科目                 | OVA『KO世紀ビースト三獣士Ⅱ』エンディングテーマ                         |
| 1994年 | 恋は最後のフェアリー・テール | 小学館「ゲーム・オン!」CMソング                                        |
| 1995年 | 人の息子                     | ベネッセコーポレーション「進研ゼミ 中学講座」CMソング                  |
| 1995年 | はあとはせつなくて           | ベネッセコーポレーション「進研ゼミ 中学講座」CMソング                  |
| 1995年 | ママは最高                   | NTT「NTTキャッチホン」CMソング                                         |

## ツアー
- 1990年 LADIES & GENTLEMEN TOUR '90"
- 1991年 Hello!日本 Rock 卒業写真Tour
- 1991年 恋のロマンティック若大将TOUR犬
- 1991年 Tour　恋のロマンティック大爆撃　三世
- 1991年 TOUR秋〜もみきでごわす!メタルで勝負!!
- 1992年 すかんち10周年記念〜“TOURはつらいよ〜恋の豚太郎” に御来場頂き誠に有難うございます。'92
- 1993年 情熱のツアー!オペラとオペラの11日間!!15万8千円'93
- 1993年 スージークアトロ
- 1994年  帰ってきたSWEETS若大将！！TOUR'94
- 1994年 GOLD TOUR '94
- 1995年 7大都市限定スペシャルロックショウ　帰ってきた若大将!行儀見習い中!! 〜レターマン〜
- 1996年 ダブルダブルチョコレートツアー '96
- 2006年 Return!すかんち Returns!!ROLLY DEBUT 15TH ANNIVERSARY YEAR VOL. 3 ＜早春編＞ FINAL !
- 2007年 Again! すかんち'07 again!!
- 2010年 - 2011年 ROLLY 20th Anniversary Vol.2 Back to SCANCH! Rock to Shima-chang 好き好きダーリン、Love Love Shima-chang 〜 やっぱりあなたはアイドルよ 〜TOUR
- 2012年 - 2013年 すかんち結成30周年記念！オジタスの、謎のロックショウ。大作戦のさなかの大爆撃。薔薇を持ってオペラに行くと、甘い金のチョコレート。スケッキヨ！2012-2013